# Seyaka Sonko

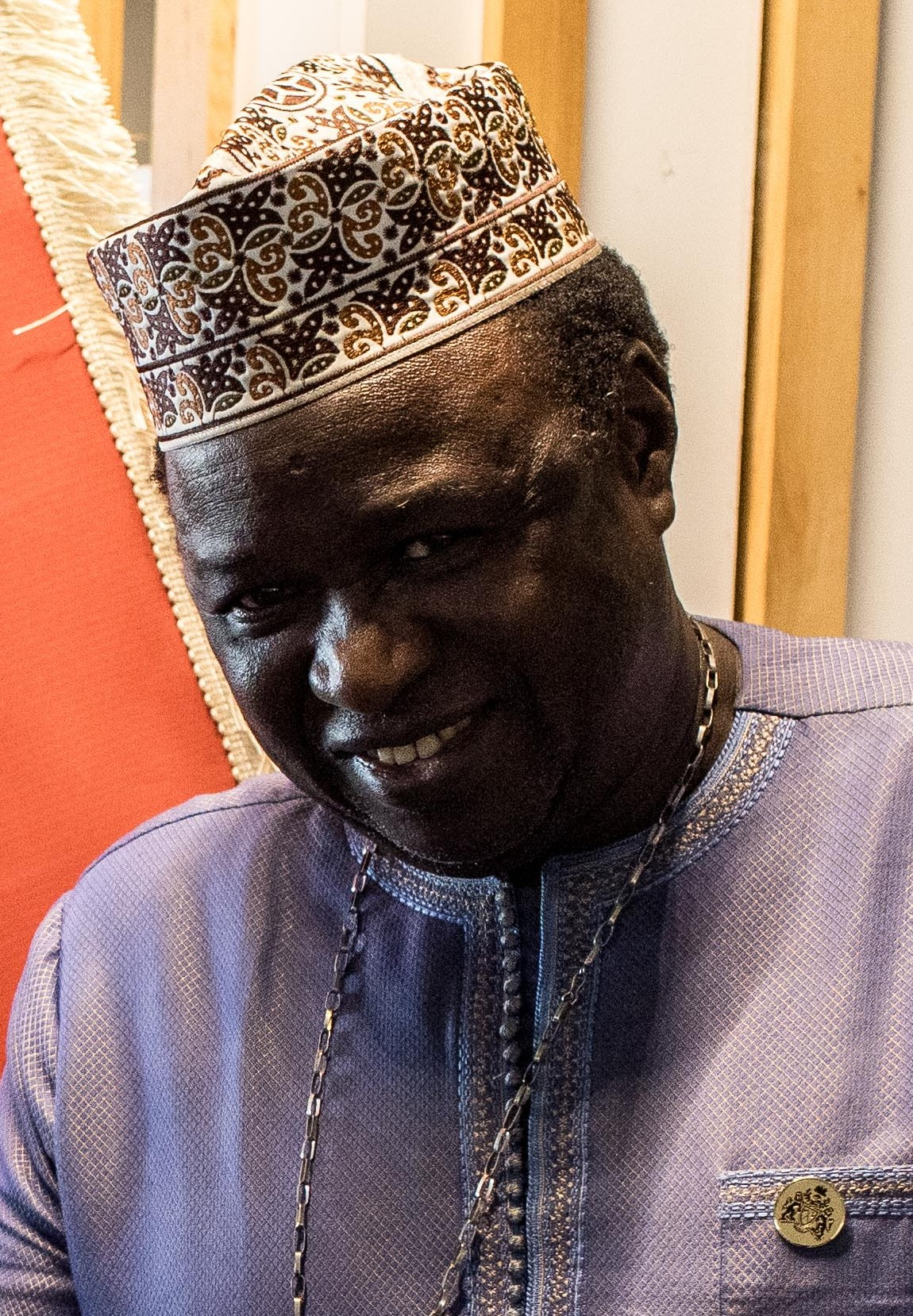
Seyaka Sonko (2023)

Seyaka Sonko, teils auch in der Schreibweise Seiaka Sonko oder Siaka Sonko, (* 20. Jahrhundert in Serekunda) MRG ist ein gambischer Polizist und Politiker.

## Leben
Sonko besuchte die Serrekunda Primary School und anschließend von 1970 bis 1975 die St. Augustine’s High School in Banjul. 1975 trat er in die Gambia Police Force ein und wurde nach sechs Monaten Grundausbildung bei der Polizei in Banjul stationiert, was den Beginn seiner Polizeikarriere markierte. Später wurde er zum Cadet Officer ernannt und besuchte 1981 einen Kurs an der Hendon Training Academy im Vereinigten Königreich. Er wurde in höhere Ränge befördert und fungierte in verschiedenen Funktionen als Offizier, der mehrere Einheiten befehligte, darunter die Staatsanwaltschaft, das CID, und die Polizeiausbildungsschule. Er nahm an mehreren Seminaren teil, darunter an der ICAO in Dakar sowie an einem Sicherheitsseminar in Kairo zu nationaler Sicherheit. Er diente auch bei der UNCIVPOL in Osttimor als Kontingentkommandant.
Ab Februar 2020 war er als Polizeiberater bei der gambischen Polizei tätig.
Mit Bildung des neuen Kabinetts am 4. Mai 2022 berief Präsident Adama Barrow Sonko als Minister für Inneres (Minister of the Interior) und löste damit Yankuba Sonko ab. Zum 15. März 2024 wurde er im Zuge einer Kabinettsumbildung entlassen und dem Auswärtigen Dienst Gambias zugewiesen. Zum neuen Innenminister wurde Abdoulie Sanyang berufen.
Im April 2024 wurde er zum Botschafter Gambias in Kuba ernannt. Im September 2024 überreichte er sein Akkreditierungsschreiben an Vizepräsident Salvador Valdés Mesa.